# Wilken
Wilken ist ein männlicher Vorname und Familienname, außerdem ein Ortsname:

## Varianten
- Wilcken, Wilckens

## Namensträger

### Vorname
- Wilken von Alten (1885–1944), deutscher Kunsthistoriker und Kustos der Bremer Kunsthalle
- Wilken Bolen (vor 1419–nach 1437), deutscher Kanoniker
- Wilken F. Dincklage (1942–1994), deutscher Musiker und Radiomoderator
- Wilken Thomä (vor 1449–nach 1477), deutscher Jurist, kurfürstlicher Rat, Propst, siehe Wilke Thomä

### Familienname
- Anton Diedrich Wilken (1715–1792), deutscher Kaufmann und Lübecker Bürgermeister
- Arnold Wilken (1938–2024), deutscher Politiker (SPD), MdL
- Arthur Wilken (1879–1918), deutscher Maler und Radierer
- Aud Wilken (* 1965), dänische Sängerin
- Bernd Flach-Wilken (* 1952), deutscher Amateurastronom
- Constanze Wilken (* 1968), deutsche Schriftstellerin
- Daniel Wilken (* 1989), deutscher Schauspieler
- Dieter Wilken (* 1943), deutscher Schauspieler
- Ernst Wilken (1940–2016), deutscher Unternehmer und Firmengründer
- Etta Wilken (* 1943), deutsche Behindertenpädagogin
- Folkert Wilken (1890–1981), deutscher Hochschullehrer
- Frauke Wilken (* 1965), deutsche Künstlerin
- Friedrich Wilken (1777–1840), Bibliothekar, Historiker und Orientalist
- Friedrich Ludwig Wilken von Haus (1686–1746), deutscher Landdrost und Konsistorialrat
- George Alexander Wilken (1847–1891), niederländischer Kolonialbeamter und Ethnologe
- Hajo Wilken (* 1971), deutscher Radioredakteur und -moderator
- Hans Wilken (1929–2006), deutscher Gynäkologe, ehemaliger Direktor der Universitätsfrauenklinik Rostock
- Heinrich Wilken (Schriftsteller) (1835–1886), deutscher Schriftsteller
- Heinrich Wilken (Politiker, 1885) (1885–1951), deutscher Politiker (CDU)
- Heinrich Wilken (Politiker, 1893) (1893–1977), deutscher Politiker (FDP)
- Hermann Wilken (1522–1603), deutscher Humanist und Mathematiker
- Ilse Wilken (1924–2018), deutsche Filmeditorin
- Katja Wilken (* 1970), deutsche Juristin, Präsidentin des Bundesverwaltungsamtes
- Lisbeth Glaeser-Wilken (1887–1977), deutsche Schauspielerin und Lehrerin
- Max Wilken (1862–1925), Konteradmiral der Kaiserlichen Marine
- Patrick Wilken (* 1966), Psychologe an der Universität Magdeburg
- Paul Wilken (Politiker) (1898–1969), deutscher Politiker (CDU)
- Paul Albert Glaeser-Wilken (1874–1942), deutscher Schauspieler und Spielleiter
- Peter Wilken (* 1926), deutscher Politiker (SED)
- Reinhard Wilken (* 1935), deutscher Politiker (CDU)
- Sonja Wilken (1928–1977), deutsche Schauspielerin und Kabarettistin
- Udo Wilken (* 1939), deutscher Erziehungswissenschaftler, Behindertenpädagoge und Theologe
- Ulrich Wilken (* 1958), deutscher Soziologe, Pädagoge und Politiker (Die Linke)
- Uwe Hans Wilken (1937–2001), deutscher Schriftsteller
- Werner Wilken (* 1936), deutscher Politiker, Bremer Bürgerschaftsabgeordneter (SPD)

## Ortsname
- Wilken, Dorf im Kreis Osterode, Ostpreußen, seit 1945: Wilkowo (Olsztynek), Powiat Olsztyński, Woiwodschaft Ermland-Masuren, Polen
- Wilken, Dorf im Kreis Stallupönen/Ebenrode, Ostpreußen, nach 1946/47 untergegangener Ort im Rajon Nesterow, Oblast Kaliningrad, Russland